# Nauru na Letnich Igrzyskach Olimpijskich 2008
Reprezentacja Nauru na Letnich Igrzyskach Olimpijskich 2008 – występ kadry sportowców reprezentujących Nauru na igrzyskach olimpijskich, które odbyły się w Pekinie, stolicy Chin, w sierpniu 2008 roku.
Reprezentacja Nauru liczyła jednego zawodnika (mężczyznę), rywalizującego w jednej spośród 28 rozgrywanych dyscyplin. Był nim sztangista Itte Detenamo, który jednocześnie pełnił funkcję chorążego reprezentacji podczas ceremonii otwarcia igrzysk. Nie zdobył on żadnego medalu. Detenamo w chwili startu miał 21 lat i 332 dni. Startował również na igrzyskach w Atenach w 2004 roku.
Był to czwarty start Nauru, zarówno na letnich igrzyskach olimpijskich, jak i igrzyskach olimpijskich w ogóle (kraj ten nigdy nie wystawił reprezentanta do udziału zimowych igrzyskach olimpijskich). Najlepszym wynikiem reprezentanta Nauru na Letnich Igrzyskach Olimpijskich 2008 była 10. pozycja, jaką Itte Detenamo zajął w rywalizacji sztangistów w kategorii wagowej +105 kg.
Na poprzednich igrzyskach reprezentacja Nauru liczyła troje sportowców – dwóch mężczyzn i jedną kobietę.

## Tło startu
W 1996 roku reprezentacja Nauru po raz pierwszy wzięła udział w letnich igrzyskach olimpijskich. Przedtem sukcesy sportowców tego kraju odnotowywane były na igrzyskach Wspólnoty Narodów, czy igrzyskach Pacyfiku. Nauru na tych igrzyskach reprezentował tylko jeden zawodnik.

## Delegacja
Oprócz zawodnika, na Letnie Igrzyska Olimpijskie 2008 przyleciała 3-osobowa delegacja tego kraju, w której skład weszli: szef misji olimpijskiej Nauru – Lou Keke, pierwszy prezydent oraz współtwórca Nauruańskiego Komitetu Olimpijskiego, były minister sportu i ojciec zawodnika – Vinson Detenamo, oraz menedżer zawodnika, sportowiec i olimpijczyk – Yukio Peter.

## Dyscyplina
Itte Detenamo reprezentował swój kraj w dyscyplinie podnoszenie ciężarów – jednej z 28 dyscyplin, które Międzynarodowy Komitet Olimpijski włączył do kalendarza igrzysk.
Nauru w podnoszeniu ciężarów reprezentował jeden zawodnik, który awansował z eliminacji kontynentalnych. Były to eliminacje drużynowe. Każdej ekipie liczono punkty, według których ustalono klasyfikację. Kraj, który zajął pierwsze miejsce mógł na igrzyska wystawić dwóch sztangistów, a druga i trzecia ekipa – jednego sztangistę. Nauru zdobyło 189 punktów i zajęło drugie miejsce. Wyselekcjonowanym zawodnikiem został Itte Detenamo. Były to jego drugie igrzyska; pierwszy raz wystartował w Atenach. Z wynikami: 155 kilogramów w rwaniu i 192,5 kilogramów w podrzucie zajął ostatnie, 14. miejsce wśród sklasyfikowanych zawodników.
W Pekinie, podobnie jak w Atenach, startował w kategorii wagowej +105 kilogramów. Zawody w tej kategorii odbyły się 19 sierpnia 2008 roku i zostały podzielone na dwie grupy. Grupa B rozpoczęła zawody o godzinie 15:30 czasu lokalnego, a grupa A o godzinie 19:00 czasu lokalnego. Była to piętnasta i ostatnia konkurencja podnoszenia ciężarów na igrzyskach w Pekinie.
Detenamo wystartował w grupie B. W rwaniu wszystkie trzy próby na 165, 170 i 175 kilogramów miał udane. Rwanie zakończył z wynikiem 175 kilogramów. W podrzucie jego dwie próby na 205 i 210 kilogramów były udane, a jedną próbę na 215 kilogramów spalił. Podrzut zakończył z wynikiem 210 kilogramów, a z wynikiem 385 kilogramów w dwuboju zajął 4. miejsce w grupie B, a w końcowej klasyfikacji – 10. miejsce i tym samym ustanowił swój rekord życiowy.
| Miejsce | Zawodnik      | Grupa | Waga ciała | Rwanie (kg) | Rwanie (kg) | Rwanie (kg) | Rwanie (kg) | Podrzut (kg) | Podrzut (kg) | Podrzut (kg) | Podrzut (kg) | Dwubój |
| Miejsce | Zawodnik      | Grupa | Waga ciała | 1           | 2           | 3           | Wynik       | 1            | 2            | 3            | Wynik        | Dwubój |
| ------- | ------------- | ----- | ---------- | ----------- | ----------- | ----------- | ----------- | ------------ | ------------ | ------------ | ------------ | ------ |
| 10.     | Itte Detenamo | B     | 148,48     | 165         | 170         | 175         | 175         | 205          | 210          | 215          | 210          | 385    |